# 国鉄7650形蒸気機関車

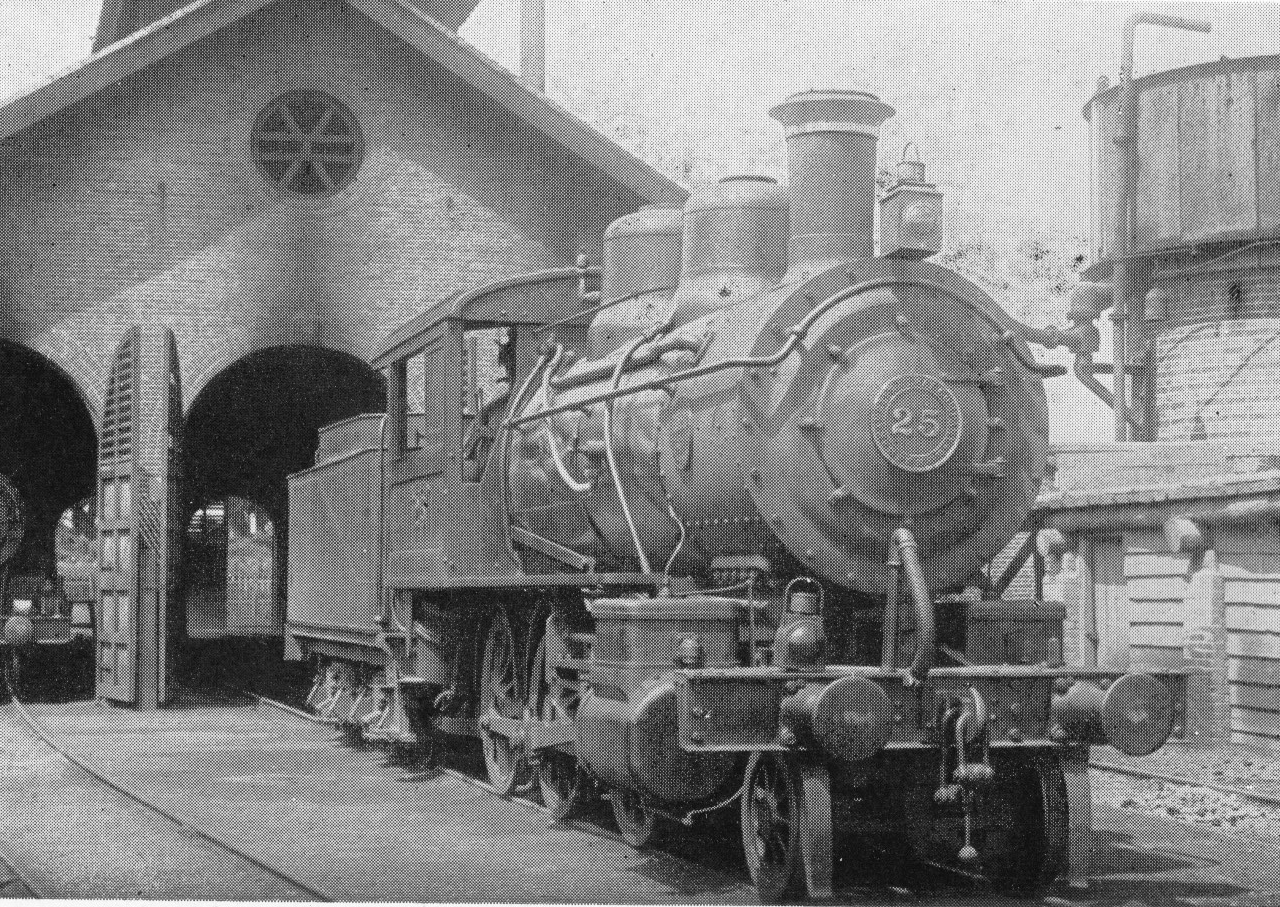
関西鉄道25（後の鉄道院7650形）

7650形は、かつて日本国有鉄道の前身たる鉄道作業局・鉄道院・鉄道省に在籍したテンダ式蒸気機関車である。

## 概要
元は、関西鉄道が亀山・加茂間の鈴鹿山脈越えの勾配区間で使用するため、1897年（明治30年）にアメリカのブルックス・ロコモティブ・ワークス社で3両（製造番号2775 - 2777）を製造した車軸配置2-6-0(1C)形で2気筒単式の飽和式テンダ機関車である。
関西鉄道では23形「鬼鹿毛（おにかげ）」と称し、23 - 25と付番されたが、製造番号の順序とは揃っていない（製造番号2775 → 23、2777 → 24、2776 → 25）。1909年（明治42年）に制定された鉄道院の車両形式称号規程では、7650形（7650 - 7652）と改番された。
形態はアメリカ古典機スタイルで、木製の大きな運転室を持つが、運転室内はボイラー火室が大部分を占めており、機関助士は炭水車の上から投炭するスタイルであった。炭水車の台車はアーチバー式ボギー台車を2基装備した4軸のものであった。
国有化後は程なく北海道に転じ、名寄や音威子府に配置されたが、大正末期には休車となり、3両とも1927年（昭和2年）1月に廃車となった。払下げられたもの、保存されたものはない。

## 主要諸元
1924年版形式図集の数値を記す。
- 全長 : 13,602mm（連結器交換前の組立図では13,640mm）
- 全高 : 3,581mm
- 全幅 : 2,286mm
- 軌間 : 1,067mm
- 車軸配置 : 2-6-0(1C)
- 動輪直径 : 1,219mm
- 弁装置 : スチーブンソン式アメリカ型
- シリンダー（直径×行程） : 406mm×559mm
- ボイラー圧力 : 11.6kg/m2
- 火格子面積 : 1.58m2
- 全伝熱面積 : 101.8m2
  - 煙管蒸発伝熱面積 : 90.9m2
  - 火室蒸発伝熱面積 : 10.9m2
- ボイラー水容量 : 4.5m3
- 小煙管（直径×長サ×数） : 51mm×2,821mm×202本
- 機関車運転整備重量 : 33.87t
- 機関車空車重量 : 33.83t
- 機関車動輪上重量（運転整備時） : 33.96t
- 機関車動輪軸重（第3動輪上） : 12.17t
- 炭水車重量（運転整備） : 25.56t
- 炭水車重量（空車） : 14.53t
- 水タンク容量 : 10.2m3
- 燃料積載量 : 1.69t
- 機関車性能
  - シリンダ引張力（0.85P） : 8,440kg
- ブレーキ装置 : 手ブレーキ（炭水車のみに作用）、真空ブレーキ